# بايوشوك 2: مينيرفاس دين
بايوشوك 2: مينيرفاس دين عبارة عن حملة محتوى يمكن تنزيله للاعب واحد (محتوى قابل للتحميل) للعبة التصويب من منظور الشخص الأول بايوشوك 2 لعام 2010 ، التي طورتها تو كي مارين ونشرتها تو كي جيمز . يفترض اللاعب دور سبجكت سيجما، وهو إنسان مدرع ومعدل وراثيًا، أو " بابا كبير " ؛ يجب أن يسافر سيجما عبر مينيرفاس دين، المركز التكنولوجي لمدينة رابتشر تحت الماء، لتنزيل رسم تخطيطي للكمبيوتر العملاق في المدينة. طريقة اللعب مشابهة لتلك التي في بايوشوك 2 ، مع أعداء وأسلحة جديدة.
تم إنشاء مينيرفاس دين بواسطة فريق صغير داخل تو كي مارين بقيادة ستيف جاينور، الذي استند جزئيًا في الإعداد إلى الأفكار التي ناقشها في مقابلة التوظيف. قرر الفريق بناء قصة شخصية صغيرة حول الهوية والإرادة الحرة، والتي تستكشف جزءًا غير مرئي من مدينة رابتشر تحت الماء. تم إصدار مينيرفاس دين في البداية لوحدات تحكم بلاي ستيشن 3 وإكس بوكس 360 في أغسطس 2010 ، وتم إصداره لاحقًا وإعادة إصداره على منصات أخرى. وقد لقي استحسان النقاد الذين أشادوا بقصته وشخصياته وطريقة لعبه. اعتبر المراجعون، بمن فيهم أولئك الذين يكتبون لـ كوتاكو و بيست ، أنها واحدة من أفضل توسعات ألعاب الفيديو على الإطلاق. ألهمت تجربة إنشاء مشروع صغير يركز على القصة غاينور وموظفي تو كي الآخرين لتشكيل شركة فولبرايت وإنشاء غون هوم  (2013).

## طريقة اللعب
مثل بايوشوك 2، مينيرفاس دين هي لعبة إطلاق نار من المنظور الأول. تدور القصة في مدينة رابتشر تحت الماء في عام 1968، بعد ثماني سنوات من أحداث ‘’بايوشوك‘’ ومتزامنة مع أحداث طور القصة في ‘‘بايوشوك 2’’'، في المنطقة التكنولوجية من Minerva’s Den. شخصية اللاعب، الموضوع سيغما، هو Big Daddy، شخص ملحم بدرع بدلة غوص. يجب على اللاعب العمل مع العالم تشارلز ميلتون بورتر للحصول على خطط إبداعه، وهو كمبيوتر خارق يُعرف باسم Thinker، والهروب من Rapture. يعارض اللاعب أعداء يُعرفون باسم splicers - سكان Rapture الذين استخدموا التعديلات الجينية بشكل مفرط - جنبًا إلى جنب مع Big Daddies الأخرى والأمان المؤتمت. يمكن إكمال اللعبة في غضون ثلاث إلى خمس ساعات.
طريقة اللعب في Minerva's Den مشابهة لتلك الموجودة في بايوشوك 2 . يستخدم اللاعب أسلحة وبلازميدات متشابهة (تعديلات جينية تمنح قوى خارقة)  ولكنه يحصل عليها بترتيب مختلف ،  مع زيادة التركيز على أمن القرصنة.  يضيف التوسيع عناصر جديدة، بما في ذلك Ion Lance ، وهو سلاح ليزر يستخدمه Minerva's Den's Lancer Big Daddies ،  والبلازميد Gravity Well ، الذي يذهل ويجذب الأعداء نحو دوامة. يشمل الأعداء الجدد روبوتات أمنية مسلحة بالصواريخ أو أسلحة الليزر، وأدوات الربط الغاشمة الحامية للهب، و Houdini Splicers التي تقذف الجليد.

## حبكة
يسترشد الموضوع Sigma بصوت تشارلز ميلتون بورتر وهو يقترب من Minerva's Den ، وهو جوهر الكمبيوتر المركزي في Rapture. يريد بورتر الوصول إلى حاسوبه العملاق، المفكر، لاستعادة مخططاته حتى يتمكن من إعادة إنشائه على السطح.  يعارض سيجما زميل بورتر السابق ريد واهل ،  الذي حذره بورتر من أنه أصبح مجنونًا من التضفير وهوسه بالمفكر.
بعد خيبة أمله من دوره في الحرب العالمية الثانية وفقدان زوجته بيرل في The Blitz، سافر Porter إلى Rapture لمتابعة أحلامه في إنشاء الذكاء الاصطناعي .  أثناء العمل معًا في البداية، أراد كل من Porter و Wahl استخدام المفكر لتحقيق غاياتهما الخاصة. حاول بورتر إعادة إنشاء بيرل من خلال محاكاة شخصيتها مع المفكر، في حين اعتقد وال أنه يستطيع برمجة الكمبيوتر للتنبؤ بالمستقبل.  قام Wahl بخيانة Porter لشرطة Rapture السرية للحفاظ على Thinker لنفسه.  تم قطع Minerva's Den عن بقية Rapture ، ويهاجم علماءها، الذين اعتادوا الربط ، Sigma.
مع تقدم Sigma ، تصبح البيئة مهددة بشكل متزايد بسبب نظام الدفاع المتطور للمفكر والتدخل من Wahl وجيشه الخاص من أجهزة الربط. يصل Sigma إلى جوهر Thinker ويقوم Wahl بتعيين Big Daddies وفي النهاية نفسه ضد شخصية اللاعب.  بأخذ عينات الحمض النووي لـ Sigma لطباعة مخططاتها، يكشف المفكر عن هوية Sigma الحقيقية كـ Porter ، الذي تحول إلى Big Daddy بعد تسليمه إلى سلطات Rapture.  جاءت "تعليمات" بورتر طوال اللعبة من المفكر، مقلدةً صوت أحد صانعيها.  التسلسل النهائي للعبة لا يحتوي على قتال ؛ يسير اللاعب في أماكن معيشة بورتر، حيث كان مهووسًا بإعادة تكوين زوجته رقميًا.  سيغما والعالمة بريجيد تينينباوم تعودان إلى السطح في كرة أعماق ؛ Tenenbaum قادر على التراجع عن برمجة Sigma واستعادة جسم الإنسان الأصلي لبورتر. يزور بورتر قبر زوجته ويترك رسالة يعتذر فيها عن محاولة إعادتها باستخدام المفكر، ويقول إنه قرر تركها تذهب.

## تطوير

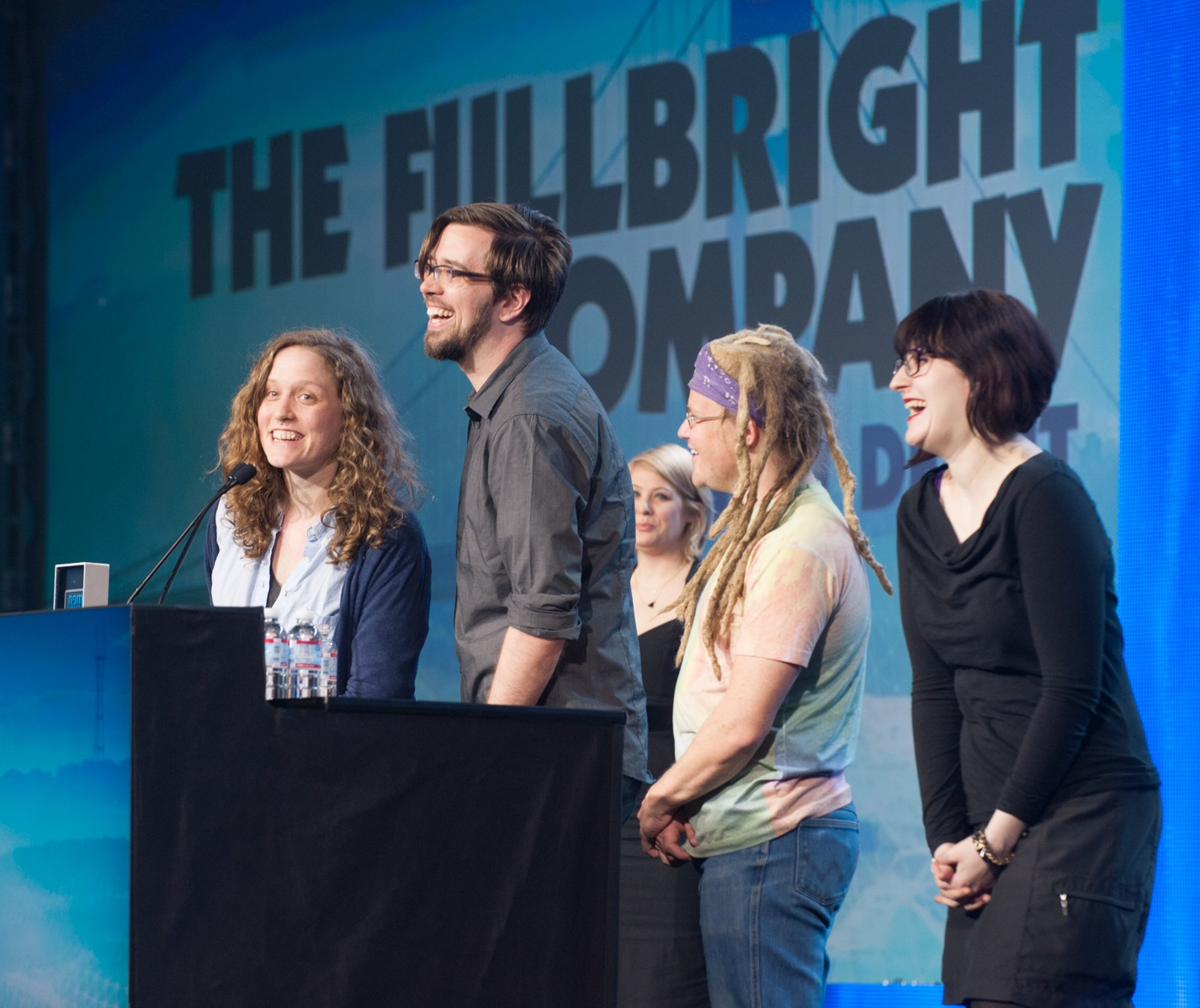
كان ستيف جاينور (الثاني من اليسار) وجونيمان نوردهاجين (الثالث) وكارلا زيمونجا (الرابع) أعضاء في الفريق الذي طور دن مينيرفا

بدأ تطوير محتوى Minerva Den القابل للتنزيل (DLC) بعد الانتهاء من بايوشوك 2 . تم تكليف ستيف جاينور وفريق من تسعة عمال آخرين بدوام كامل بإنشاء تجربة لاعب واحد من ثلاث إلى خمس ساعات.  عمل جاينور كمصمم وكاتب رئيسي، بعد أن عمل كمصمم مستوى في بايوشوك 2 وعناصر القصة مثل الحوار والمذكرات الصوتية - سجلات متناثرة تكشف الخلفية الدرامية بينما يستكشف اللاعبون.   تم إعطاء أسماء فريق التطوير إلى الرخويات المنتشرة حول مستويات اللعبة كبيضة عيد الفصح .  كان فريق التطوير محدودًا في الشكل الذي يمكن أن يتخذه DLC وكان عليه إعادة استخدام أكبر عدد ممكن من الأصول ؛ وأشار جاينور إلى قيود الوقت والموارد المحدودة كانت نعمة مقنعة.  على الرغم من أن العديد من الشركات ستتعامل مع المحتوى القابل للتنزيل باعتباره "اقتناصًا نقديًا" مع وقت تطوير أقل وتوقعات أقل، شعر جاينور أن هذه القيود مكنت أيضًا من اتخاذ المزيد من المخاطر الإبداعية.  مع هذا الفريق الصغير، تعاون الموظفون دون البقاء في أدوار منفصلة ؛ وفقًا لجينور ، "يجب أن يكون عضويًا قدر الإمكان، وعندما يكون لدى شخص ما شيء ليس بالضرورة مسؤوليته الأساسية ولكن لديهم شغفًا به وأفكارًا لذلك . . . أعتقد أنه عليك الاستفادة من ذلك ".
أثناء مقابلته لوظيفته في 2K Marin ، طُلب من Gaynor اقتراح مستوى بايوشوك محتمل. يتذكر جاينور اقتراح قصة تركز على جوهر كمبيوتر Rapture وشخصية الربط لتصبح أكثر ذكاءً. أثناء استخدام بايوشوك ' تطور 2 ، اقترح مصممو المستوى إمكانية أن تكون التكنولوجيا من Rapture قد خلقت ذكاءً اصطناعيًا بدائيًا (AI) من شأنه أن يؤدي إلى تطوير SHODAN ، وهو ذكاء اصطناعي يظهر في لعبة الفيديو System Shock . عند تطوير أفكار لما سيصبح دين مينيرفا ، اقترح جاينور دمج الأفكار، باستخدام قصة حول جوهر كمبيوتر Rapture و AI " steampunk " ، مستوحى من هويات SHODAN المتعددة وانتحالها.  أراد جاينور أن يتناسب المحتوى مع عالم بايوشوك والعصر التاريخي الذي يحدث فيه. عندما قرر المطورون التركيز على تكنولوجيا الكمبيوتر في Rapture ، استندوا إلى عصر الحوسبة المبكر الذي حفزه العمل المنجز خلال الحرب العالمية الثانية، بما في ذلك عمل Alan Turing و cryptographers في Bletchley Park .  استنتج جاينور أن Rapture تقدم باستخدام التكنولوجيا الجينية، لكن سكان Rapture اكتشفوا طرقًا مسدودة تكنولوجية أخرى، بما في ذلك المناطق المخصصة للروبوتات والأتمتة في Minerva's Den.

بمقارنة التطور الطويل والسرد للعبة الرئيسية مع تلك الخاصة بـ Minerva's Den ، قال جاينور إنه استمتع بفرصة سرد قصة أقصر حيث فهم اللاعبون الشخصيات.  بالنسبة الى جاينور:
يمكننا أن نأخذ موضوعات بايوشوك الأصلية في Rapture ونجعلها ذات صلة بالخيال المحدد لعن Minerva's Den . عندما يكون لديك جهاز كمبيوتر فائق يمكنه إجراء مليون عملية حسابية في الثانية، فكيف يتناسب ذلك مع أفكار الإرادة الحرة والقدر والمصير والاختيار الذي بنيت عليه بايوشوك ؟ 
أراد جاينور تكييف الموضوعات الكبرى لـ بايوشوك لإخبار قصة مختلفة عن الخسارة وتغيير الماضي تركز على شخصية واحدة ، Porter ، التي تشكل "قلب" اللعبة.   شعر جاينور أن تسلسل اللعب النهائي، حيث يسير اللاعب عبر مساحة معيشة بورتر، كان مهمًا لمنح اللاعبين الوقت للتفكير في رحلة الشخصية.  قاوم الدعوات لجعل البيئة الممتعة مكانًا للقتال.
لمنع لاعبي بايوشوك 2 من الشعور بأن طريقة لعب Minerva Den ' متكررة، حاول 2K Marin تقديم تجربة مختلفة ضمن قيود السرد. تم تصميم مستوى الظل والأعداء الأكثر خطورة لإعطاء إحساس رعب البقاء على قيد الحياة . قام الفريق أيضًا بتعديل الترتيب الذي يتلقى به اللاعبون المعدات والبلازميدات لتشجيعهم على التفاعل مع البيئة، بدلاً من مجرد استخدام العدوان.

## يطلق
تم الإعلان عن Den Minerva باعتباره القطعة الأخيرة من بايوشوك 2 DLC في أغسطس 2010.  Minerva's Den هي التوسعة الوحيدة للعبة التي تقدم تجارب جديدة للاعب واحد.  تم إصدار DLC في 31 أغسطس لوحدات تحكم PlayStation 3 و Xbox 360 ،  مع الحد الأدنى من الترويج.  في البداية، لم تكن هناك خطط لإطلاق Minerva's Den و بايوشوك الأخرى 2 DLC لأجهزة الكمبيوتر الشخصية (أجهزة الكمبيوتر الشخصية)   ولكن 2K فيما بعد استأنفت تطوير منافذ الكمبيوتر الشخصي، وتم إصدار Minerva's Den لنظام التشغيل Microsoft Windows في عام 2011 و OS X في عام 2015.
مع إغلاق Games for Windows Live Marketplace في أغسطس 2013 ، بايوشوك تم إصدار 2 وجميع DLC الخاص به على Steam في أكتوبر 2013. تم تحديث اللعبة لدعم إنجازات Steam ووضع الصورة الكبيرة ووحدات التحكم . كان Minerva's Den مجانيًا للاعبين الذين يمتلكون بايوشوك 2 قبل التحديث.    في يناير 2013 ، أعيد إصدار Minerva's Den وبقية بايوشوك 2 في حزمة مع بايوشوك باسم بايوشوك: Ultimate Rapture Edition .  تم تضمين Minerva's Den أيضًا في مجموعة بايوشوك 2016 المُعاد تصميمها بايوشوك: The Collection ، والتي تم إصدارها لنظام التشغيل Windows و PlayStation 4 وXbox One وNintendo Switch .

## الاستقبال والتراث
| استقبال |                          |
| --- | ------------------------ |
| مجموع النقاط المجموع نقاط ميتاكريتيك PS3: 81/100 [ 4 ] X360: 82/100 [ 5 ] نتائج المراجعة نشرة نقاط غيم إنفورمر 85/100 [ 6 ] غيم سبوت 8.5/10 [ 7 ] غيمز رادار 9/10 [ 8 ] بي سي غيمر (الولايات المتحدة) 81/100 [ 9 ] |                          |
| مجموع النقاط |                          |
| المجموع | نقاط                     |
| ميتاكريتيك | PS3: 81/100 X360: 82/100 |
| نتائج المراجعة |                          |
| نشرة | نقاط                     |
| غيم إنفورمر | 85/100                   |
| غيم سبوت | 8.5/10                   |
| غيمز رادار | 9/10                     |
| بي سي غيمر (الولايات المتحدة) | 81/100                   |

تلقى Minerva's Den مراجعات إيجابية عمومًا، وفقًا لمجمع المراجعة Metacritic .  أشادت الديلي تلغراف بدين مينيرفا بعد محتوى BioShock 2 الباهت الذي سبقه ،  ووصفه Eurogamer و IGN بأنه قصة نهائية ممتازة لإعداد Rapture.   يُطلق على Minerva's Den أحد أكبر توسعات المحتوى القابل للتنزيل (DLC) في كل العصور.
قال النقاد إن دين مينيرفا يلعب إلى حد كبير مثل لعبة BioShock 2    لكنه رحب بالإضافات الجديدة إلى طريقة اللعب.  شعر العديد من المراجعين أن التوسيع يقدم BioShock كامل ومركّز 2 تجربة   كتب Rock ، Paper ، Shotgun أن Minerva's Den "يضرب الإيقاعات الرئيسية للأفكار وراء BioShock - التلاعب، والتكنولوجيا الملتوية، والقيم المشوهة، والطموح والحماقة - وهو ينسج كل ذلك في نظام القتال المحسن الذي، من أجل البعض يجعل BioShock 2 رئيس BioShock 1 ".  وجد كل من Kotaku و Engadget جوانب متكررة من طريقة اللعب، مثل إعادة استخدام العناصر "المملة" من اللعبة الأساسية، والحاجة إلى أداء تسلسلات معينة من اللعب بشكل متكرر.
أشاد المراجعون بسرد مينيرفا دين.    قال أندرو هيوارد ' GamesRadar إن القصة تجعل Minerva's Den "امتدادًا لا بد منه" لكون اللعبة ،  وكتب كيفن فانورد ' GameSpot أنه في حين أن الإعداد للتوسع مألوف للاعبي BioShock - أصوات على الراديو إخبار اللاعب إلى أين يذهب - يكمن الجاذبية في "طبيعته الشخصية" وشخصية بورتر.  اعتبرت التعليقات من GameSpot و Eurogamer أن Wahl شرير ضعيف، لكن Porter كان بطل الرواية مقنعًا.   أشاد مُنظِّر ألعاب الفيديو روبرت غالاغر باللعبة باعتبارها دراسة مدروسة ومعقدة لموضوعات التكنولوجيا والإنسانية، ودليل على أن ألعاب الفيديو يمكن أن تستكشف مثل هذه الموضوعات جيدًا.
تم استقبال نهاية الالتواء في اللعبة بشكل إيجابي ؛    وصفها VanOrd بأنها "مفاجئة من منظور الحبكة وتتوافق موضوعيًا مع اكتشافات BioShock السابقة"  على الرغم من أن Engadget قال إنه بينما يطبق هذا الالتواء دافعًا بأثر رجعي للشخصيات، إلا أنه يأتي على حساب رابط اللاعب إلى Subject Sigma.  عارضت هيذر ألكسندرا ' Kotaku تطور BioShock و BioShock Infinite ، حيث كتبت ، "[تلك] الألعاب تريد أن تثير إعجابك. دين مينيرفا يريد أن يحركك. "  شعر العديد من المراجعين أن قصة التوسيع أقوى من قصة BioShock 2 .

عزا جاينور التجربة الإيجابية مع فريق تطوير صغير لتغيير تصوره عن إنشاء الألعاب.  انضم جاينور لاحقًا إلى Irrational Games، وأدى عدم رضاه عن التطور المترامي الأطراف لـ BioShock Infinite إلى قيام جاينور واثنين من مطوري Minerva الآخرين لبدء استوديو الألعاب الخاص بهم، The Fullbright Company .   ' فولبرايت بتطوير اللعبة الشهيرة Gone Home ، والتي تشترك في استكشاف Den غير الخطي والتركيز على الشخصية.   كان تسلسل الاستكشاف غير القتالي الأخير لـ Minerva's Den بمثابة نموذج لـ Gone Home . 

## روابط خارجية
- The Cult of Rapture (archived)

قالب:BioShock series